# Предраг Райкович
Предраг Райкович (серб. Предраг Рајковић/Predrag Rajković, нар. 31 жовтня 1995, Неготин) — сербський футболіст, воротар «Мальорки» і національної збірної Сербії.
Чемпіон світу серед молодіжних команд (2015).

## Клубна кар'єра
Народився 31 жовтня 1995 року в місті Неготин. Вихованець юнацьких команд футбольних клубів «Хайдук Велько» та «Ягодина».
У дорослому футболі дебютував 2012 року виступами за головну команду «Ягодини», в якій провів півроку, взявши участь лише у 4 матчах чемпіонату. 
Проте юний перспективний голкіпер привернув увагу представників тренерського штабу «Црвени Звезди», до складу якої приєднався 2013 року. Відіграв за белградську команду наступні два сезони своєї ігрової кар'єри. В сезоні 2014/15, попри юний вік, Райкович не лише став основним голкіпером команди, але й виводив її на поле з капітанською пов'язкою. У 28 іграх чемпіонату того сезону голкіпер 10 разів залишав свої ворота недоторканими і був визнаний найкращим воротарем сербської футбольної першості.
У серпні 2015 року за 3 мільйони євро перейшов до ізраїльського «Маккабі» (Тель-Авів), з яким підписав п'ятирічний контракт. У складі ізраїльської команди відразу став основним воротарем, у своєму дебютному сезоні в новій команді провів за неї 43 гри, у 21 з яких залишав свої ворота недоторканими. Загалом протягом чотирьох сезонів у статусі основного воротаря тель-авівського клубу Райкович вигравав чемпіонат Ізраїлю та двічі здобував кубок Тото, а також виступав у Лізі чемпіонів УЄФА.
У липні 2019 перейшов до французького «Реймса» за 5 мільйонів євро, замінивши Едуара Менді. У першому ж сезоні відіграв вирішальну роль в успіхах нового клубу: завдяки надійності гри та впевненості Райковича «Реймс» пропускав найменше серед усіх команд елітного дивізіону та посів високе 6-те місце за підсумками сезону.
| Дата       | Місто      | Господарі   | Результат               | Гості       | Турнір                               | Голи | Примітки |
| ---------- | ---------- | ----------- | ----------------------- | ----------- | ------------------------------------ | ---- | -------- |
| 14-8-2013  | Барселона  | Колумбія    | 1 – 0                   | Сербія      | товариський матч                     | -1   | 88'      |
| 7-9-2015   | Бордо      | Франція     | 2 – 1                   | Сербія      | товариський матч                     | -2   |          |
| 31-5-2016  | Новий Сад  | Сербія      | 3 – 1                   | Ізраїль     | товариський матч                     | -1   |          |
| 5-9-2016   | Белград    | Сербія      | 2 – 2                   | Ірландія    | Відбір до ЧС 2018                    | -2   | 59'      |
| 15-11-2016 | Харків     | Україна     | 2 – 0                   | Сербія      | товариський матч                     | -1   | 46'      |
| 2-9-2017   | Белград    | Сербія      | 3 – 0                   | Молдова     | Відбір до ЧС 2018                    | -    |          |
| 10-11-2017 | Гуанчжоу   | КНР         | 0 – 2                   | Сербія      | товариський матч                     | -    | 83'      |
| 9-6-2018   | Грац       | Сербія      | 5 – 1                   | Болівія     | товариський матч                     | -    |          |
| 14-10-2018 | Бухарест   | Румунія     | 0 – 0                   | Сербія      | Ліга націй УЄФА 2018-2019 - 1-й етап | -    |          |
| 17-11-2018 | Белград    | Сербія      | 2 – 1                   | Чорногорія  | Ліга націй УЄФА 2018-2019 - 1-й етап | -1   |          |
| 20-11-2018 | Белград    | Сербія      | 4 – 1                   | Литва       | Ліга націй УЄФА 2018-2019 - 1-й етап | -1   |          |
| 10-10-2019 | Крушеваць  | Сербія      | 1 – 0                   | Парагвай    | товариський матч                     | -    | 89'      |
| 17-11-2019 | Белград    | Сербія      | 2 – 2                   | Україна     | Відбір до ЧЄ 2020                    | -2   |          |
| 6-9-2020   | Белград    | Сербія      | 0 – 0                   | Туреччина   | Ліга націй УЄФА 2020-2021 - 1-й етап | -    |          |
| 8-10-2020  | Осло       | Норвегія    | 1 – 2 д.ч.              | Сербія      | Відбір до ЧЄ 2020                    | -1   |          |
| 11-10-2020 | Белград    | Сербія      | 0 – 1                   | Угорщина    | Ліга націй УЄФА 2020-2021 - 1-й етап | -1   |          |
| 12-11-2020 | Белград    | Сербія      | 1 – 1 д.ч. (4 — 5 п.п.) | Шотландія   | Відбір до ЧЄ 2020                    | -1   |          |
| 18-11-2020 | Белград    | Сербія      | 5 – 0                   | Росія       | Ліга націй УЄФА 2020-2021 - 1-й етап | -    |          |
| 30-3-2021  | Баку       | Азербайджан | 1 – 2                   | Сербія      | Відбір до ЧС 2022                    | -1   |          |
| 11-6-2021  | Кобе       | Японія      | 1 – 0                   | Сербія      | товариський матч                     | -1   |          |
| 1-9-2021   | Дебрецен   | Катар       | 0 – 4                   | Сербія      | товариський матч                     | -    | 46'      |
| 4-9-2021   | Белград    | Сербія      | 4 – 1                   | Люксембург  | Відбір до ЧС 2022                    | -1   |          |
| 7-9-2021   | Дублін     | Ірландія    | 1 – 1                   | Сербія      | Відбір до ЧС 2022                    | -1   |          |
| 9-10-2021  | Люксембург | Люксембург  | 0 – 1                   | Сербія      | Відбір до ЧС 2022                    | -    |          |
| 12-10-2021 | Белград    | Сербія      | 3 – 1                   | Азербайджан | Відбір до ЧС 2022                    | -1   |          |
| 14-11-2021 | Лісабон    | Португалія  | 1 – 2                   | Сербія      | Відбір до ЧС 2022                    | -1   |          |
| 29-3-2022  | Копенгаген | Данія       | 3 – 0                   | Сербія      | товариський матч                     | -3   |          |
| 5-6-2022   | Белград    | Сербія      | 4 – 1                   | Словенія    | Ліга націй УЄФА 2022-2023 - 1-й етап | -1   |          |
| Усього     |            | Матчів      | 28                      |             | Голів                                | -24  |          |

## Титули і досягнення

### Командні
- Володар Кубка Сербії (1):

«Ягодина»: 2012-13
- Чемпіон Сербії (1):

«Црвена Звезда»: 2013-14
- Володар Кубка Тото (2):

«Маккабі» (Тель-Авів): 2017-18, 2018-19
- Чемпіон Ізраїлю (1):

«Маккабі» (Тель-Авів): 2018-19
- Чемпіон Саудівської Аравії (1):

«Аль-Іттіхад»: 2024-25
- Володар Королівського кубка Саудівської Аравії (1):

«Аль-Іттіхад»: 2024-25
Збірні
- Чемпіон Європи (U19): 2013
- Чемпіон світу (U-20): 2015

### Особисті
- Найкращий воротар молодіжного чемпіонату світу: 2015